# 魚と寝る女
『魚と寝る女』（さかなとねるおんな、原題：섬）は、2000年の韓国映画。原題の日本語訳は「島」。第57回ベネチア国際映画祭コンペティション部門出品作品。ソ・ジョンが作中で一言も言葉を発しない、釣り堀で体を売る役を演じた。各国の国際映画祭でキム・ギドク監督の耽美的な映像が称賛された一方で、そのいくつかのシーンにおける表現により嘔吐したり失神したりする観客もいたと言われている。

## ストーリー
釣り堀の管理人ヒジン(ソ・ジョン)は客に食べ物を差し入れたり、体を売ったりすることで生活をしている。そこにヒョンシク(キム・ヨソク)という元警官の男が恋人を殺した末に釣り堀に現れた。自殺願望のあるヒョンシクは釣り針を飲み込み自殺を図るが、ヒジンは針をペンチで抜いてヒョンシクを助け、二人は交わる。孤独な二人が愛を育む中で、二人は次第に破滅へと向かっていく。

## キャスト
- ヒジン：ソ・ジョン
- ヒョンシク：キム・ヨソク
- ウナ：パク・ソンヒ
- マンチ：チョ・ジェヒョン
- 男性：ジャン・ハンソン

## 受賞
- 第37回百想芸術大賞：新人女優賞(ソ・ジョン)
- 第6回モスクワ国際映画祭：審査委員特別賞